# Middlesboro, Kentucky
Middlesboro är en stad (city) i Bell County i delstaten Kentucky, USA. 2010 hade staden 10 334 invånare.